# رذل (فیلم)
رذل یا میان‌بُر (به هندی: Kaminey) فیلمی است محصول سال ۲۰۰۹ و به کارگردانی ویشال بهاردواج است. در این فیلم بازیگرانی همچون شاهد کاپور، پریانکا چوپرا، آمول گوپته و عادل حسین ایفای نقش کرده‌اند.

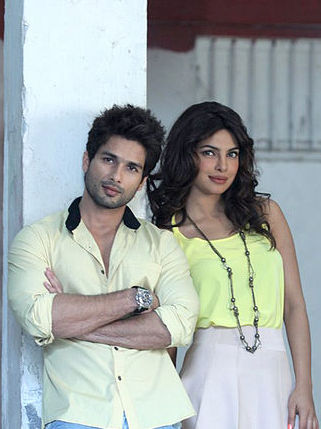
شاهد کاپور و پریانکا چوپرا برای ایفای نقش اصلی انتخاب شدند.

## بازیگران
- شاهد کاپور در نقش چارلی شارما و سانجی کومار 'گودو' شارما (دو نقش)[۱]
- پریانکا چوپرا در نقش سویتی شکار بوپ
- آمول گوپته در نقش سونیل شکار بوپ با نام مستعار بهوپ باو، برادر سویتی
- دب موکرجی در نقش مجیب
- شیو کومار سوبرامانیام در نقش لوبو
- چاندان روی سانیال در نقش میکائیل
- شاشنک شنده
- تنزینگ نیما در نقش تاشی[۲]
- هریشیکش جوشی در نقش لهله
- راجاتاوا دوتا در نقش شومون
- هاریش خانا در نقش افغانی
- کارلوس پاکا در نقش کاجتان
- اریک سانتوس در نقش راگوس
- ویشال بهونسل در نقش استیو
- ساتیاجیت شارما در نقش فرانسیس
- عادل حسین در نقش پرسر پرواز
- نها شیتوله در نقش دوست سویتی
- آکاش ضاحیه